# Сука (фільм, 1972)
«Су́ка» (італ. La cagna) або «Лі́за» (фр. Liza) — італійсько-французький кінофільм 1972 року, романтична драма, поставлена режисером Марко Феррері з французькою акторкою Катрін Денев та італійським актором Марчелло Мастроянні в головних ролях. В основі сюжету історія про домінантні любовні стосунки між художником Джорджіо та дівчиною, на ім'я Ліза, що живуть на безлюдному острові. Вбивши пса Джорджіо на ґрунті ревнощів, Ліза заміняє своєму коханому його чотирилапого друга, одягнувши нашийник і ставши його «сукою». Стрічка є адаптацією роману «Мелампо» (фр. Melampus), написаного 1970 року італійським письменником Енніо Флаяно.

## Сюжет
Художник середніх років Джорджіо (Марчелло Мастроянні) живе в цілковитій самотності на безлюдному острові в протоці Боніфачо між Корсикою та Сардинією. Єдина, хто складає йому компанію — собака Мелампо. Джорджіо займається тим, що ловить рибу, гуляє, збирає все, що приносить йому море, і малює комікси. Одного разу неподалік від пляжу зупиняється вітрильник, з якого пірнає білявка, на ім'я Ліза (Катрін Денев). Вона залишилась покинутою на острові після чергової сварки з друзями та своїм хлопцем Людвігом, з яким проводила відпустку. Джорджіо змушений проти своєї волі прийняти дівчину у своєму ексцентричному будинку-бункері, і, провівши разом ніч, наступного дня він відвозить її назад на материк.

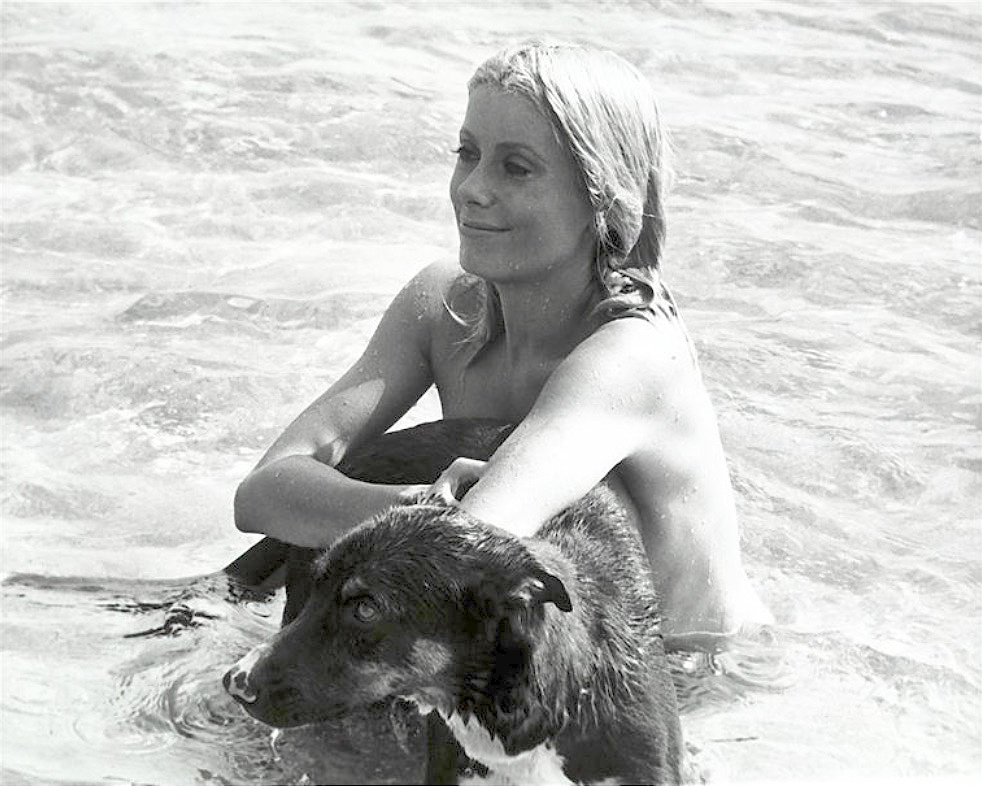
Катрін Денев під час зйомок

Зачарована мовчазним відлюдником Ліза вирішує повернутися на острів, щоб бути з ним. Однак, коли вона розуміє, що Джорджіо, хоч і цінує, що він знайшов молоду коханку, все ж досить байдужий до неї та вважає за краще проводити свій час, розмовляючи з вірною Мелампо. Ревнуючи Джорджіо до пса, Ліза жорстоко вбиває собаку, заставляючи її пливти, поки та не потоне від утоми. Ліза вирішує замінити для Джорджіо його собаку, його «суку», щоб привернути всю увагу чоловіка, який, здається, вітає цю рольову гру домінування та покори.
Дивна ідилія триває недовго, оскільки син-підліток Джорджіо повідомив йому про спробу самогубства своєї матері, яку художник колись покинув, й він змушений повернутися в Париж, до сім'ї. Покидаючи острів, він просить Лізу дочекатися його. Повернувшись в цивілізацію, Джорджіо поринає у буржуазне життя, від якого він утікав, але Ліза пішла за «господарем» і вмовляє його повернутися з нею на острів, де вони можуть жити своїм дивакуватим життям.
Одного разу море змиває шлюпку, єдиний спосіб дістатися до материка, тож обидвоє опиняються повністю ізольованими від світу. Залишившись без їжі та не в змозі прогодувати себе лише риболовлею, вони незабаром зголодніли й намагаються покинути острів у польоті на старому військовому літаку, який Джорджіо якимось чином відремонтував.

## Акторський склад
| Актор                 | Роль                     | В оригіналі                |
| --------------------- | ------------------------ | -------------------------- |
| Катрін Денев          | Ліза                     | Liza                       |
| Марчелло Мастроянні   | Джорджіо                 | Giorgio                    |
| Корін Маршан          | дружина Джорджіо         | moglie di Giorgio          |
| Мішель Пікколі        | друг Джорджіо            | amico di Giorgio           |
| Клодін Берг           | подруга Лізи             | amica di Liza              |
| Луїджі Антоніо Гуерра |                          |                            |
| Паскаль Лаперусаз     | Павло, син Джорджіо      | Paolo, figlio di Giorgio   |
| Домінік Маркас        | офіціантка               | cameriera                  |
| Валері Строг          | Валерія, донька Джорджіо | Valeria, figlia di Giorgio |
| Енріко Блазі          |                          |                            |
| Клаудія Б'янкі        |                          |                            |
| Фабріціо Бенедетті    |                          |                            |

## Прокат
В Італії фільм вийшов в прокат під назвою італ. La cagna, у Франції — фр. Liza. Також мали місце оригінальні назви в:
- Аргентина — ісп. Liza: Un amor para la eternidad;
- Австралія — англ. Liza: Love to Eternity;
- Болгарія — болг. Лиза;
- США,  Канада — англ. Liza;
- КНР — кит.: 丽莎;
- Угорщина — угор. A szuka;
- Японія — яп. ひきしお;
- Португалія — порт. Liza, a Submissa;
- Швеція — швед. Evig kärlek;
- Туреччина — тур. Çılgın fahişe;
- Велика Британія — англ. Love to Eternity;
- США — англ. Seclusion;
- ФРН — фр. Allein mit Giorgio.[2]

Фільм вийшов в прокат не лише в Італії та Франції, а й в інших західних країнах:
- Франція — 3 травня 1972 року;
- Італія — 17 серпня 1972 року (Рим), 18 серпня (Мілан), 20 серпня (Турин), 28 серпня (Венеція, 33-й Венеційський кінофестиваль[it]);
- Аргентина — 8 березня 1973 року;
- Нідерланди — 3 травня 1973 року;
- Туреччина — грудень 1973 року;
- ФРН — 12 липня 1974 року;
- США — січень 1976 року;
- Португалія — 19 травня 1977 року, 29 серпня 1977 року (Порту), 18 червня 1978 року (Порту, Клуб португальської кінематографії[pt]).